# Maison seigneuriale de Menesble
La maison seigneuriale de Menesble dite Maison de Vayvrand est une demeure seigneuriale du XVIIe situé à Menesble dans le département français de la Côte-d'Or.

## Localisation
Le "château" est situé au sud-est du chef-lieu.

## Histoire
La maison est bâtie par Jehan de Vaivre à partir de 1601 et agrandie en 1730.

## Architecture
Maison seigneuriale du Châtillonnais du XVIIe siècle remarquable pour son escalier en vis et ses cheminées.
La demeure est inscrite aux Monuments historiques, y compris le four à pain et le colombier, par arrêté du 8 août 1997.

## Statut
Propriété privée qui ne se visite pas.